# Лови, Алекс
Алекс Лови (англ. Alex Lovy; 2 сентября 1913 — 14 февраля 1992) — американский мультипликатор, который провёл большую часть своей карьеры в качестве режиссёра и директора студии Walter Lantz Productions, был продюсером компании Hanna-Barbera, а также работал супервайзером в компании Warner Bros. Cartoons.

## Биография
Раннюю карьеру Лови провёл как комический художник в DC Comics,,и вскоре стал аниматором на студии Ланц в конце 1930-х годов, его первые дни как директора пришлись на студию Feed the Kitty в 1938. Глава студии Уолтер Ланц брал паузу в то время, и в период 1938—1940 Лови являлся главным директором компании. Ушёл в отставку после возвращения Ланца, вернулся к аниматорской деятельности. Чуть позже получил очередной шанс стать директором, но война ему помешала. Рисовал и режиссировал Энди Панду и Вуди Вудпекера.
После окончания второй мировой войны некоторое время работал для мультфильимного блока Columbia Pictures, позже вернулся в прежнюю фирму. Там он работал над созданиями нескольких карикатур. Во время краткого пребывания на посту директора AMPAS: Ввод Looney Toons в , работал не совсем по его направлению, вследствие чего перешёл в компанию Hanna-Barbera, там он работал в основном в качестве продюсера и художника-аниматора. В 1967 году Алекс Лови переехал во вновь возобновлённую компанию «Уорнер Бразерс». Где сумел создать множество нынешних символов компании и их мультсериалов. Позже вернулся в компанию Ханна-Барбера незадолго до смерти.
По словам Ланца он был выдающимся специалистом в своём деле, и он очень дорожил этим сотрудником.

## Мультфильмы
- Петеркин: Яичница-болтунья (англ. Scrambled Eggs (1939 film))
- Кошачьи перчатки (англ. Kittens' Mittens)
- 100 пигмеев и Энди Панда (англ. 100 Pygmies and Andy Panda)
- Тук, Тук (англ. Knock Knock (1940 film))
- Индейские синкопы (англ. Syncopated Sioux)
- Охотники за мышами (англ. Mouse Trappers)
- Кот-акробат (англ. Dizzy Kitty)
- Вуди Вудпекер (мультфильм) (англ. Woody Woodpecker: The Cracked Nut)
- Ремонт у Энди Панды (англ. Andy Panda's Pop)
- Вуди Вудпекер - Гонщик без тормозов (англ. The Screwdriver)
- Лучший друг человека (англ. Man's Best Friend)
- Всеобщая паника
- $21 a Day (Once a Month)
- Под крышей кузницы (англ. Under the Spreading Blacksmith Shop)
- Голливудский матадор (англ. The Hollywood Matador)
- Прощайте, мистер моль (англ. Good-Bye Mr. Moth)
- Кто сломал сосновый домик? (англ. Nutty Pine Cabin)
- Воздушный ас в беде (англ. Ace in the Hole (cartoon))
- Праздник музыкального автомата (англ. Juke Box Jamboree)
- Голубиный патруль (англ. Pigeon Patrol)
- Огород-рекордсмен Энди Панды (англ. Andy Panda's Victory Garden)
- Должник незнакомец (англ. The Loan Stranger)
- Индейские Буги-вуги (англ. Boogie Woogie Sioux)
- Andy Panda — Air Raid Warden
- Кручёный мяч (англ. The Screwball)
- Танцуй веселей (англ. Swing Your Partner)